# بخش ترسکی، استان مورمانسک
ترسکی (Терский) یکی از شهرستان‌های استان مورمانسک روسیه است.